# Christfried Kirch

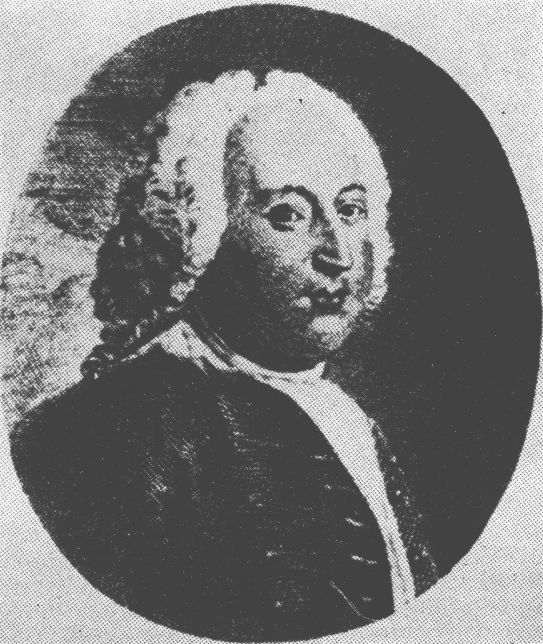
Christfried Kirch

Christfried Kirch (* 24. Dezember 1694 in Guben; † 9. März 1740 in Berlin) war ein deutscher Astronom und Kalendermacher.

## Leben und Werk
Er war ein Sohn des Astronomenpaares Gottfried Kirch und Maria Margaretha Kirch. Christfried hatte schon im Alter von zwölf Jahren an Sonnenbeobachtungen seines Vaters teilgenommen. Seine astronomischen Studien begann er in Leipzig und Danzig. Von 1716 bis zu seinem Todesjahr 1740 war er, wie sein 1710 verstorbener Vater, Direktor der Berliner Sternwarte, trotz wiederholter Berufungen an die Akademie der Wissenschaften in Sankt Petersburg. Im Jahr 1717 bekam er des Vaters Stelle an der Königlich Preußischen Sozietät der Wissenschaften. In der Fortsetzung dessen Werkes, speziell bei der Kalenderrechnung, wurde er von seiner Mutter und seiner jüngeren Schwester Christine Kirch unterstützt.
1726 wurde Kirch zusammen mit Augustin Grischow für die Akademiebibliothek verantwortlich gemacht, die sich zu dieser Zeit auf dem Observatorium befand. Bis dahin war für deren Leitung der Sekretär der Akademie, Johann Theodor Jablonski, zuständig. 1735 wurde als Bibliothekar der Astronom Johann Wilhelm Wagner eingesetzt.
Christfried Kirch veröffentlichte viele Artikel in einzelnen Zeitschriften. Er beschrieb den Kometen von 1718, Beobachtungen von Sonnenflecken und der Oberfläche der Venus und des   Jupiters, von Bedeckungen der Jupitermonde, von veränderlichen Sternen, sowie von Nordlichtern und des Erdmagnetismus. 1730 erschien sein größeres Werk Observationes astronomicae selectiores in observatorio regio Berolinensi habitae, quibus adjectae sunt annotationes quaedam et animadversiones geographicae et chronologicae, aliaque ad astronomicam scientiam pertinentia.
1723 wurde er korrespondierendes Mitglied der Académie des sciences in Paris.

## Werke (Auswahl)
- Transitus Mercurii Per Solem, Ad Anni proximi M D CC XX. Diem 8. Maji, Ex variis recentioribus Tabulis supputatus,&necessaria Commentatione illustratus. Paape, Berlin 1719. (Digitalisat)
- Merckwürdige Himmels-Begebenheiten, so sich im bevorstehenden 1726. Jahre zutragen werden. Denen Liebhabern der Astronomie Und Betrachtung des Himmels zu gefallen, und zur Aufmunterung dieselben mit Fleiß zu observiren. Haude, Berlin 1725. (Digitalisat)
- Eclipses satellitum Jovis, a mense Octobri ann. 1728 ad mensem Majum ann. 1729, in observatorio regio Berolinensi observatae. 1729. (Digitalisat)
- Beschreibung des besondern Nord-Scheins, Welcher In der Nacht zwischen dem 16 und 17 Novemb. Anno 1729 erschienen, Wie solcher Zu Berlin angemercket worden. Nebst einigen angehängten Kurtzen Gedancken Uber die Nord-Scheine überhaupt. Rüdiger, Berlin 1729. (Digitalisat)